# Barbići
Barbići (en italien : Barb ou Villa Barbich) est une localité de Croatie située en Istrie, dans la municipalité de Raša, dans le comitat d'Istrie. En 2001, la localité comptait 66 habitants.

## Démographie
| 1948 | 1953 | 1961 | 1971 | 1981 | 1991 | 2001 |
| ---- | ---- | ---- | ---- | ---- | ---- | ---- |
| 137  | 146  | 138  | 115  | 86   | 84   | 66   |